# Chelengletscher
Der Chelengletscher (oder auch Kehlengletscher) ist ein Talgletscher in den Urner Alpen, im Kanton Uri der Schweiz. Er ist 2,6 km lang und hat eine Fläche von 3,15 km².
Er entsteht an der Ostwand des Mittler Tierbergs auf einer Höhe von 3311 Metern. Zwischen dem Mittler Tierberg und dem Gwächtenhorn (3420 m) ist er im Norden über die Chelenlücke auf 3202 Meter mit dem Steingletscher verbunden. Von dort fliesst er in beinahe südlicher Richtung entlang der Ostwand des Hinter Tierbergs (3447 m). Dieser hintere Teil wird auch Chelenfirn genannt. Von beinahe westlicher Richtung aus einer Höhe von etwa 3100 Meter fliesst vom nördlichen Maasplanggjoch aus ein weiterer Arm hinzu. Anschliessend fliesst er in südöstlicher Richtung ins Chelenalptal bis auf etwa 2200 Meter hinunter. Der Chelengletscher entwässert über die Chelenreuss in den Göscheneralpsee.
Am südlichen Hang des Chelenalptals befinden sich der Maasplanggfirn und der Rotfirn, welche jedoch beide nicht oder nicht mehr mit dem Chelengletscher verbunden sind.
Am nördlichen Hang des Chelenalptals am Ende des Chelengletschers auf 2350 Meter befindet sich die Chelenalphütte des Schweizer Alpen-Clubs SAC.